# محاسن الحواتي
محاسن الحواتي كاتبة وصحفية يمنية. ولدت في السودان في عام 1969 وعملت في وزارة الهجرة اليمنية. عملت أيضا رئيسة تحرير لمجلة الوطن. نشرت الحواتي عدة مجلدات من القصص القصيرة بما في ذلك الحكم على زينب (2001)، ممنوع اصطحاب الأطفال (2004)، وصنعاء التي (2007). ترجمت أعمالها إلى اللغة الإيطالية وأدرجت في بيرل ديلو اليمن ضمن مختارات الأدب اليمني عام 2009. من خلال كتاباتها وأنشطتها أثارت الحواتي حفيظة التقليديين وقد ذكرت هذه الملاحظة في تقرير حقوق الإنسان الإقليمي في عام 2007.